# Sparganothini
Sparganothini là một tông trong họ Tortricidae.

## Hình ảnh

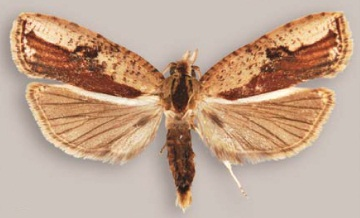
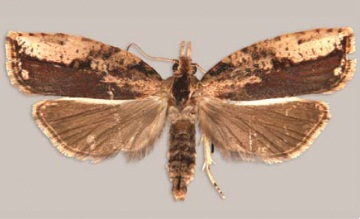
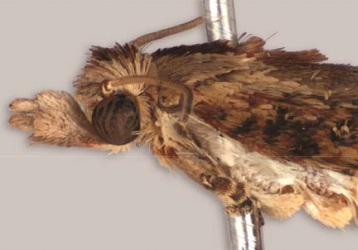
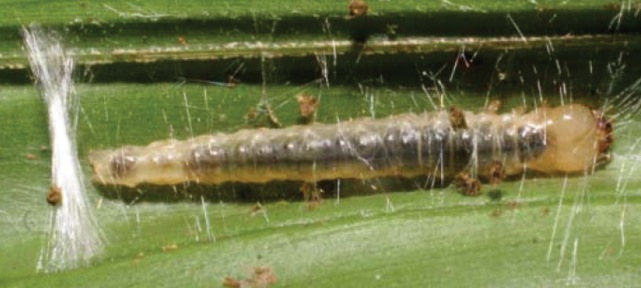

## Chi
Aesiocopa
Amorbia
Anchicremna
Coelostathma
Lambertiodes
Niasoma
Paramorbia
Platynota
Rhynchophyllis
Sparganopseustis
Sparganothina
Sparganothis
Sparganothoides
Spatalistiforma
Syllonoma
Synalocha
Synnoma